# Jellium
Jellium, também conhecido como gás de elétron uniforme (UEG) ou o gás de elétron homogêneo (HEG), é um modelo quantomecânico de elétrons interagindo em um sólido onde as cargas positivas (isto é, núcleos atômicos) estejam distribuídos uniformemente no espaço assim como a densidade de elétron.